# ژرژ باتای
ژرژ آلبر موریس ویکتور باتای (به فرانسوی: Georges Albert Maurice Victor Bataille) (زاده ۱۰ سپتامبر ۱۸۹۷ - درگذشته ۸ ژوئیه ۱۹۶۲) از فیلسوفان فرانسوی‌ پیشگام و الهام‌بخش بسیاری از متفکران پساساختارگرا و پسامدرن فرانسوی در سال‌های پس از جنگ جهانی دوم است.
ژرژ باتای گرایش مارکسیست ضداستالینیسم داشت (دست‌کم در سال‌های ۱۹۳۱–۳۴) و مدتی همکاری فکری با سوررئالیست‌ها داشت، بعدتر از آن‌ها گسست و راهش را جدا کرد. طیف علایق و توجهات‌اش فلسفه، اقتصاد، نظریهٔ ادبی، رمان‌نویسی، زیبایی‌شناسی و سیاست را در بر می‌گیرد. موضوع محوری کار او انهدام سوژه، مرگ خود، نابودی اگو، یا براندازی هرگونه تصوری در باب تمامیت، کلیت، یا انسجام در «من» است. متون او قطعه‌وار، هزارتوگون، شدت‌مند، هذیانی، رازآلود، غیرتعقل‌گرا، و در عین حال دشوار هستند. بسیاری فلسفه او را پاسخی در برابر فاشیسم زمانه‌اش تلقی می‌کنند: تلاش برای نابودی هرگونه سلسله مراتب بالا به پایین، قطع هرگونه سر، پیشوا، رهبر، رئیس، قانون، یا ایده مسلط هنجارگذار همچون خدا، و ساخت فضایی مشترک میان بیسرها، یا «دوست» ها. انتشار مکاتبات جالب توجه میان کالج سوشیولوژی در فرانسه، که زیر نظر باتای، کولاکوفسکی، لیریس، مسون، و دوستانشان فعالیت می‌کرد، و فرانکفورت اسکول در آلمان، که زیر نظر آدورنو، هورکهایمر، و بنیامین فعالیت داشت، نشانگر نقاط نزدیکی و دوری دو اندیشه انتقادی معاصر در رویارویی با یورش فاشیسم به پهنه میدان اجتماعی نیروهاست.
باتای در اواخر دهه ۱۹۲۰ و اوایل دهه ۱۹۳۰ ماتریالیسم پایه را به عنوان تلاشی برای شکستن مادی‌گرایی جریان یافت. او برای مفهوم یک ماده پایه فعال استدلال می‌کند که باعث مخالفت با بالا و پایین و بی‌ثبات شدن همه پایه‌ها می‌شود. به یک معنا، این مفهوم شبیه مورمون بی‌نظیر اسپینوزا از ماده‌ای است که ذهن و ماده‌ای را که توسط رنه دکارت در نظر گرفته شده است، در بر می‌گیرد؛ با این حال، از تعریف دقیق آن جلوگیری می‌کند و در حوزه تجربه به جای عقلانیت، باقی می‌ماند. ماتریالیسم پایه تأثیر مهمی بر دفاعی‌سازی دریدا داشت، و هر دو اندیشمند تلاش می‌کردند تا مخالفت‌های فلسفی را با استفاده از «اصطلاح سوم» ناممکن کنند. مفهوم ماتریالیسم بتایل نیز ممکن است به عنوان پیش‌بینی کردن مفهوم لوئی آلتوسر از ماتریالیسم عرفانی یا «ماتریالیسم روابط» را ببیند، که بر روی استعاره‌های مشابه اتمی متمرکز است تا جهان را که در آن علیت و واقعیت به نفع امکانات بی حد و حصر عمل رها شده‌اند.

## زندگی و کار
ژرژ باتای پسر ژوزف-آریستید باتای (متولد ۱۸۵۱)، یک مأمور مالیات (که بعدها به‌علت بیماری سیفلیس عصبی، کور و فلج شد)، و  آنتوانت-آگلا تورنارد (متولد ۱۸۶۵) است. او در ۱۰ سپتامبر ۱۸۹۷ در برلین در منطقهٔ اورگن به دنیا آمد. در سال ۱۹۸۹ خانواده‌اش به ریمس (Reims) تغییر مکان دادند؛ جایی که او غسل تعمید یافت. او در ریمس و سپس اپرنای (Épernay) به مدرسه رفت. اگرچه بدون رعایت مذهبی بزرگ شد، در سال ۱۹۱۴ به مذهب کاتولیک پیوست و حدود ۹ سال یک کاتولیک متدین بود. وی تصمیم گرفت یک کشیش کاتولیک شود و برای مدتی در یک مدرسهٔ کاتولیکی وارد شد. نهایتاً از آن انصراف داد تا بتواند شغلی پیدا کند و از مادرش حمایت کند. او سرانجام در اوایل ۱۹۲۰، مسیحیت را کنار گذاشت.
باتای به دانشگاه École Nationale des Chartes در پاریس رفت و در فوریه ۱۹۲۲ فارغ‌التحصیل شد. عنوان تز لیسانس او (در ستایش جوانمردی) L'ordre de la chevalerie بود. پس از فارغ‌التحصیلی، او به دانشکده مطالعات پیشرفته اسپانیایی در مادرید نقل مکان کرد. از جوانی، علاقه‌مند و تحت تأثیر «لی یف شستوف» (Lev Shestov)، اگزیستانسیالیست روسی بود.
باتای، بنیان‌گذار چندین مجله و گروه ادبی و نویسندهٔ آثار متنوع و بزرگی است. او گاهی با نام مستعار کارهایش را منتشر می‌کرد و بعضی از آنها توقیف می‌شدند. او در زمان حیاتش زیاد جدی گرفته نمی‌شد و توسط هنرمندان معاصری مثل ژان پل سارتر به عنوان وکیل روحانیت تحقیر می‌شد. اما بعد از مرگش تأثیر قابل ملاحظه‌ای روی نویسندگانی از جمله میشل فوکو، فیلیپ سولر و ژاک دریدا داشت. تأثیر او به صراحت در آثار پدیدارشناسی ژان لوک نانسی دیده می‌شود. این تأثیر همچنین بر آثار ژان بودریار، نظریه‌های روانکاوی ژاک لاکان و ژولیا کریستوا و کارهای اخیر انسان‌شناسانی از جمله مایکل توسیگ نیز قابل توجه است.

## ترجمه به فارسی
- «کافکا»، در: «نگاه خیره منتقد: هشت تک‌نگاری ادبی»، ژرژ باتای و دیگران، ترجمهٔ امیر احمدی آریان (تهران: چشمه، ۱۳۸۸)
- «اروتیسم»، در: «نظریه‌های زیبایی‌شناسی»، ژرژ باتای و دیگران، ترجمهٔ احسان حنیف (تهران: فکرنو، ۱۳۹۹)
- «زبان گل‌ها»، در: «نظریه‌های زیبایی‌شناسی»، ژرژ باتای و دیگران، ترجمهٔ احسان حنیف (تهران: فکرنو، ۱۳۹۹)
- «ساختار روان‌شناختی فاشیسم» در: «ساختار روان‌شناختی فاشیسم»، ژرژ باتای، ترجمهٔ سمانه مرادیانی (تهران: رخ‌داد نو، ۱۳۹۰)
- «اقتصاد عام»، ژرژ باتای (به انضمام یادداشتی از ژان بودریار)، ترجمهٔ زهره اکسیری، پیمان غلامی (تهران: به‌نگار، ۱۳۹۱)
- «بی‌شکلی»، در: «نشانه‌های شر»، فرد باتینگ، ژرژ باتای، استفان اشنایدر، و دیگران، ترجمهٔ شهریار وقفی‌پور (تهران: به‌نگار، ۱۳۹۲)
- «باتای و فاشیست‌ها» و «باتای و کمونیسم» در: «بازگشت نیچه»، ژرژ باتای و دیگران، ترجمهٔ گروهی (تهران: رخ‌داد نو، ۱۳۹۳)
- «قهقههٔ شهریاری: مقالاتی دربارهٔ سیاست» (به انضمام دو مقاله تشریحی)، ژرژ باتای، ترجمهٔ محدثه زارع، پویا غلامی، ایمان گنجی (تهران: چشمه، ۱۳۹۳)
- «مادام ادواردا»، ژرژ باتای، ترجمهٔ سمیرا رشیدپور
- «آبیِ آسمان»، ژرژ باتای، ترجمهٔ سمیه دیندارلو
- «عمل شقاوت‌بار هنر»، ژرژ باتای، ترجمهٔ آری سرازش
- «معماری»، ژرژ باتای، ترجمهٔ رامین اعلایی
- «مسیح»، ژرژ باتای، ترجمهٔ آری سرازش
- «پیش‌گفتاری بر تاریخ اروتیسم»، ژرژ باتای، ترجمهٔ آری سرازش
- «نا-شناخت و تمرد»، ژرژ باتای، ترجمهٔ آری سرازش